# گربه اهلی موبلند

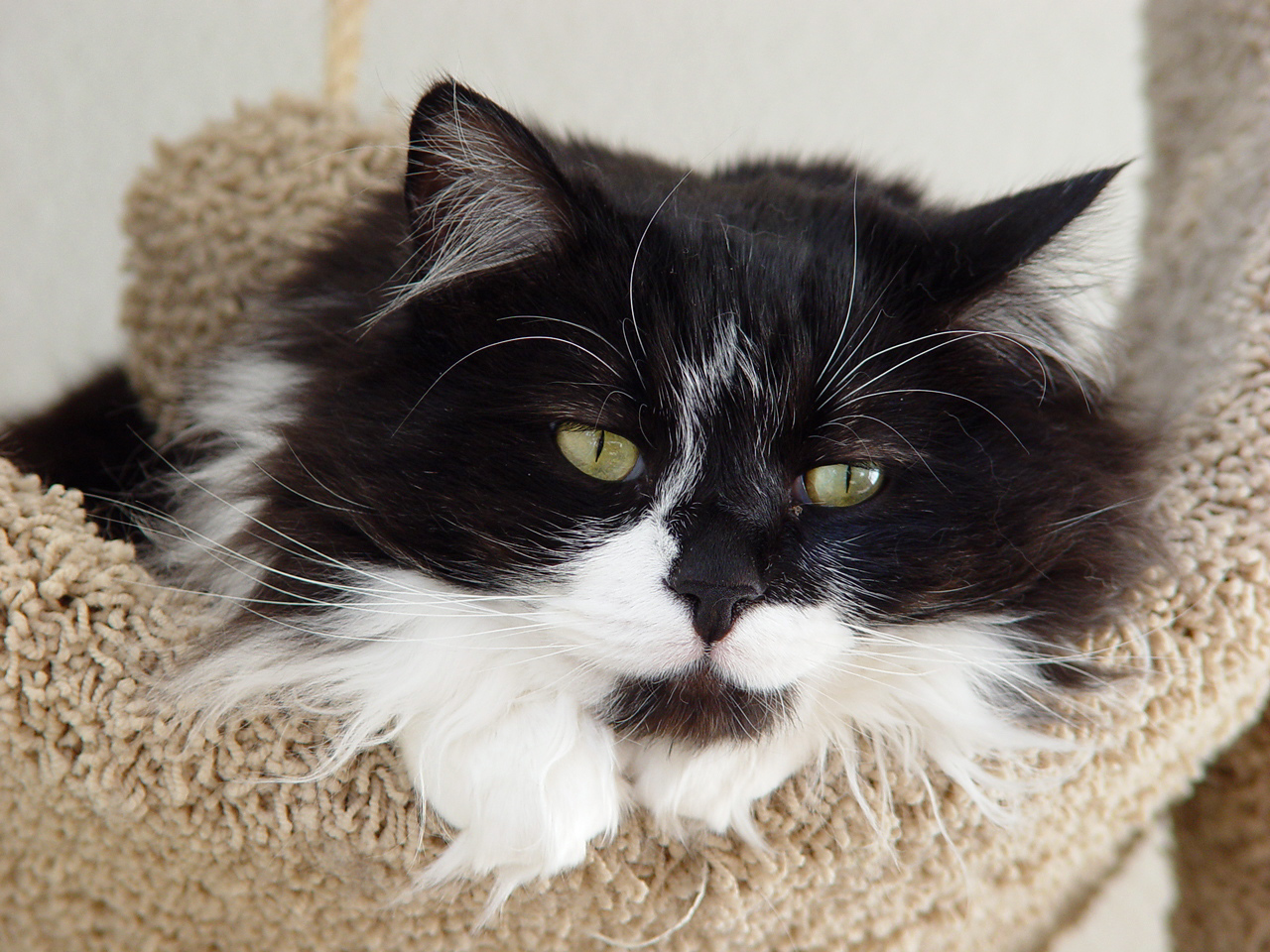
به نظر می‌رسد که این گربه اهلی موبلند از اصل و نسب جزئی ایرانی است، با بینی نسبتاً صاف و موهای نرم

گربه اهلی موبلند (به انگلیسی: Domestic long-haired cat) گربهای است با اجداد مختلط. بنابراین به هیچ نژاد گربه شناخته‌شده خاصی تعلق ندارد، دارای پوششی از خز نیمه‌بلند تا بلند. گربه‌های اهلی موبلند را نباید با نژادهای موبلند بریتانیایی، موبلند آمریکایی یا دیگر نژادهای با نام «موبلند» که نژادهای استانداردشده‌ای هستند که توسط ثبت‌های مختلف تعریف شده‌اند، اشتباه گرفت. دیگر اصطلاحات عمومی عبارتند از: گربه خانگی موبلند و در انگلیسی بریتانیایی، موگی موبلند. گربه‌های اهلی موبلند سومین نوع رایج از گربه‌ها در ایالات متحده هستند.

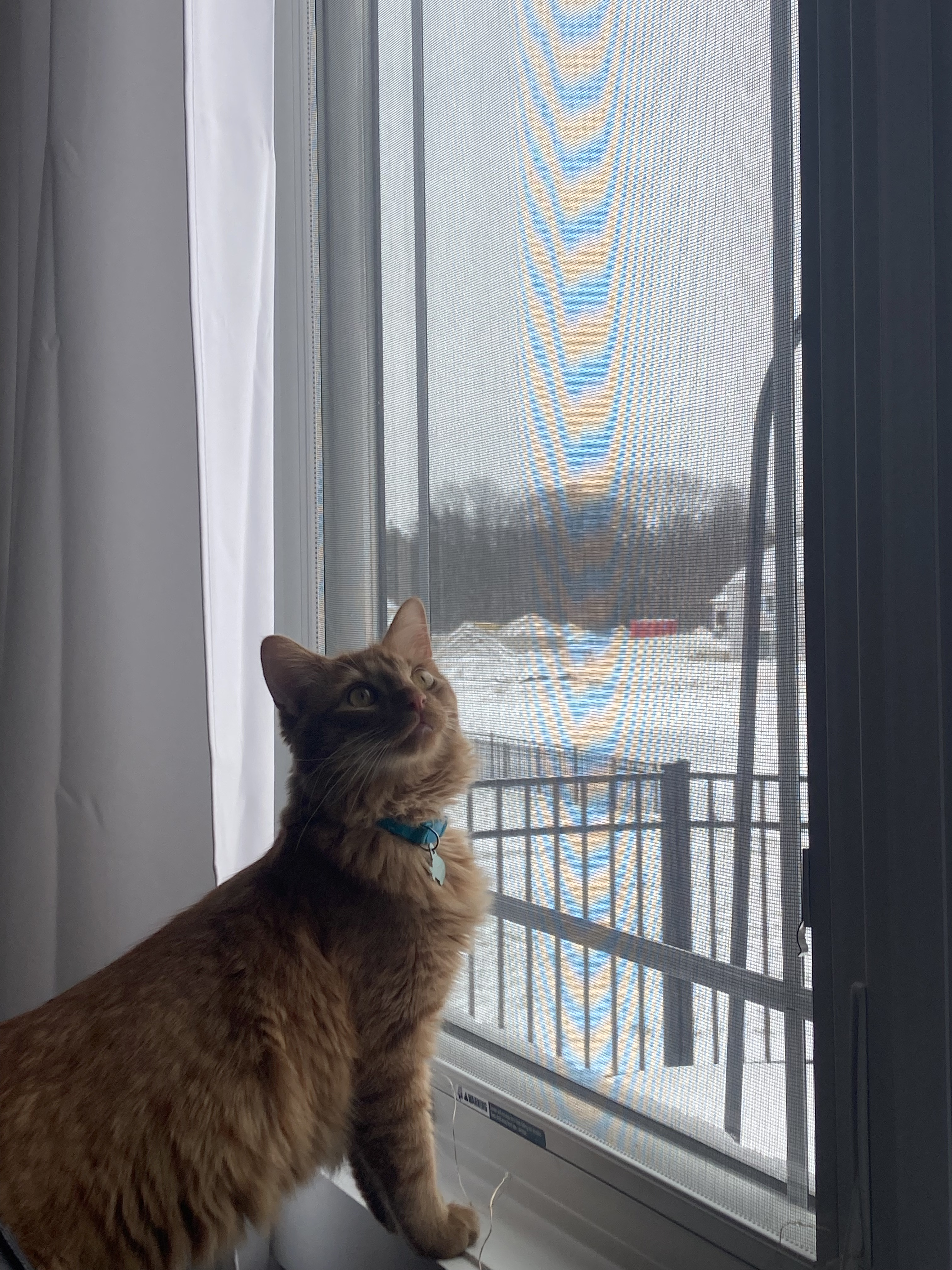
یک گربه قرمز موبلند خانگی و مِین کون در ۷ ماهگی